# Sobha
Sobha (en arabe : صبحة) est une commune de la wilaya de Chlef en Algérie, située à 25 km au sud ouest de Chlef, et à 5 km au nord de Boukader, au pied de la Dahra, siège de l'hopital de Boukader.

## Toponymie
La commune porte le nom de Subaih bin Alladj ibn Malek ibn Zoghba el hillali 

## Géographie

### Situation
| Aïn Merane        | Hranfa   | Ouled Fares |
| Mazouna Ouarizane | Sobha    | Oued Sly    |
| Marja Sidi Abed   | Boukadir | Oued Sly    |

### Lieux-dits, quartiers et hameaux
- Hchalif
- Bekhaitia

## Histoire

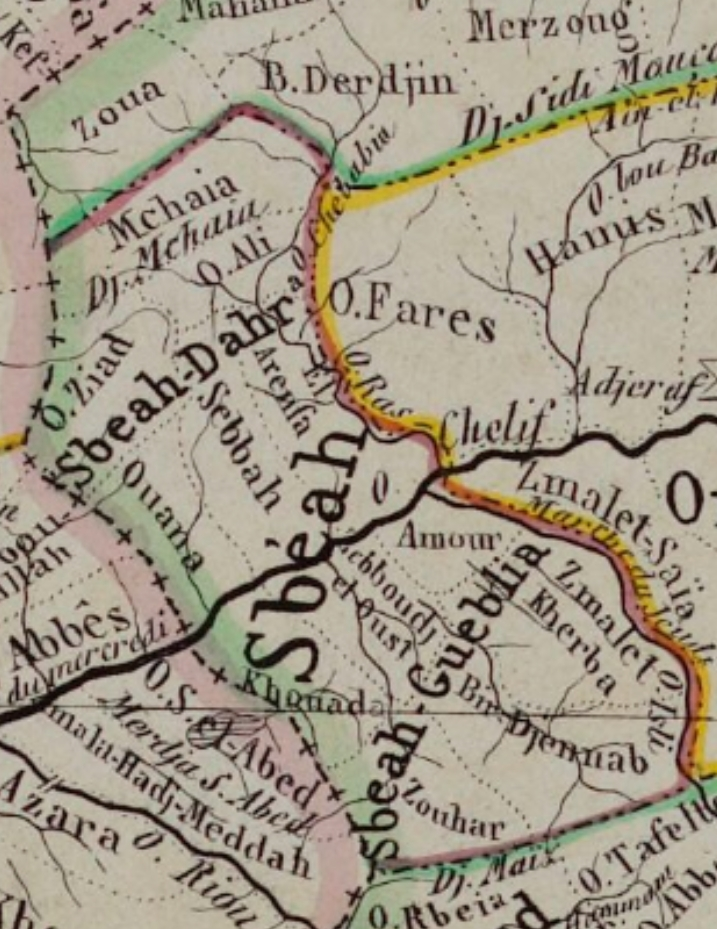
Carte de la tribu Sbeah (Sebih), Carte de l'Algérie divisé par tribus (1846)

### Époque médiévale islamique
La tribu de Subha (Sobayah) est une tribu arabe, son territoire se trouvant au niveau de la wilaya de Chlef (ex Al-Asnam) en Algérie et précisément dans les régions de l'Ouest de la ville de Chlef regroupant les régions suivantes : Boukadir (capitale de ce territoire), Oued Sly, Heranfa et Ain-Merane.
Les Subhas remontent dans leurs lignage à Subha ibn Allaj ibn Malik ibn Zoughba, des arabes adnanites descendant de Ismail, personnage de la Bible et du Coran. 
La tribu de Subha est l'une des tribus hilalienne descendante des branches de Zughba, frères des tribus de Suwayd ibn Amir ibn Malik (El Attaf , Meliana, Dialem) et Medjaher (Banu Majāhir) de Mostaganem et Falita de Relizane entre autres. Selon Ibn Khaldoun elles constituaient de puissantes tribus.
La tribu de Subha occupe les deux rives de chlef et se subdivise en deux:
1. Subha sud: situe au sud du fleuve de Chlef Ouarsenis parmi ses fractions: Ouled Ammour, Zmala Kherba, Ouled Zouheir, Bir Djaneb, etc.
2. Subha du Dhahra: situé au nord de Chlef Dahra dont descendant les fractions suivantes : Awlad Ali, Awlad Ziyad, Sbaa, Awlad Awn, Awlad Sabbah, Haranfa.

## Démographie
| 1987   | 1998   | 2008   |
| ------ | ------ | ------ |
| 24 349 | 28 646 | 34٬464 |

## Administration et politique

### Chronologie
La municipalité a traversé de nombreuses étapes historiques avant de devenir une commune, dont les plus importantes sont :
- 27 novembre 1868 : Douar issu du territoire des Sbeah du Nord (cercle d’Orléansville) délimité  constitué en quatre douars : Sobah, Herenfa, M’Chaïa et Oulad Ziad.
- 10 février 1879 : Il est rattaché à la commune mixte d'Aïn Merane
- 29 décembre 1888 : Il est rattaché à Chillif
- 23 octobre 1956 : Il est érigé en commune dans le département d’Orléansville.

## Patrimoine
- Waada  de Sidi Khelifa Charef [5]

## Pour approfondir

## Sources, notes et références
1. ↑  « Wilaya de Chlef : répartition de la population résidente des ménages ordinaires et collectifs, selon la commune de résidence et la dispersion ». Données du recensement général de la population et de l'habitat de 2008 sur le site de l'ONS.
2. 1 2  Recueil des notices et mémoires de la Société archéologique du département de Constantine, L. Arnolet, 1914 (lire en ligne), p. 593
3. ↑  Recueil des notices et mémoires de la Société archéologique du département de Constantine, L. Arnolet, 1914 (lire en ligne), p. 596
4. ↑  « Recherche géographique », sur anom.archivesnationales.culture.gouv.fr (consulté le 9 juin 2025)
5. ↑  « Animation économique et culturelle à Chlef : à défaut d’initiatives, le déclin social… – Le Chélif » (consulté le 9 juin 2025)